# Kurkliai
Kurkliai är en ort i Litauen. Den ligger i den centrala delen av landet, 80 km norr om huvudstaden Vilnius. Kurkliai ligger 85 meter över havet och antalet invånare är 474.
Terrängen runt Kurkliai är huvudsakligen platt. Kurkliai ligger nere i en dal. Runt Kurkliai är det glesbefolkat, med 20 invånare per kvadratkilometer. Närmaste större samhälle är Anyksciai, 12,5 km norr om Kurkliai. Trakten runt Kurkliai består till största delen av jordbruksmark.